# Dodge Caliber

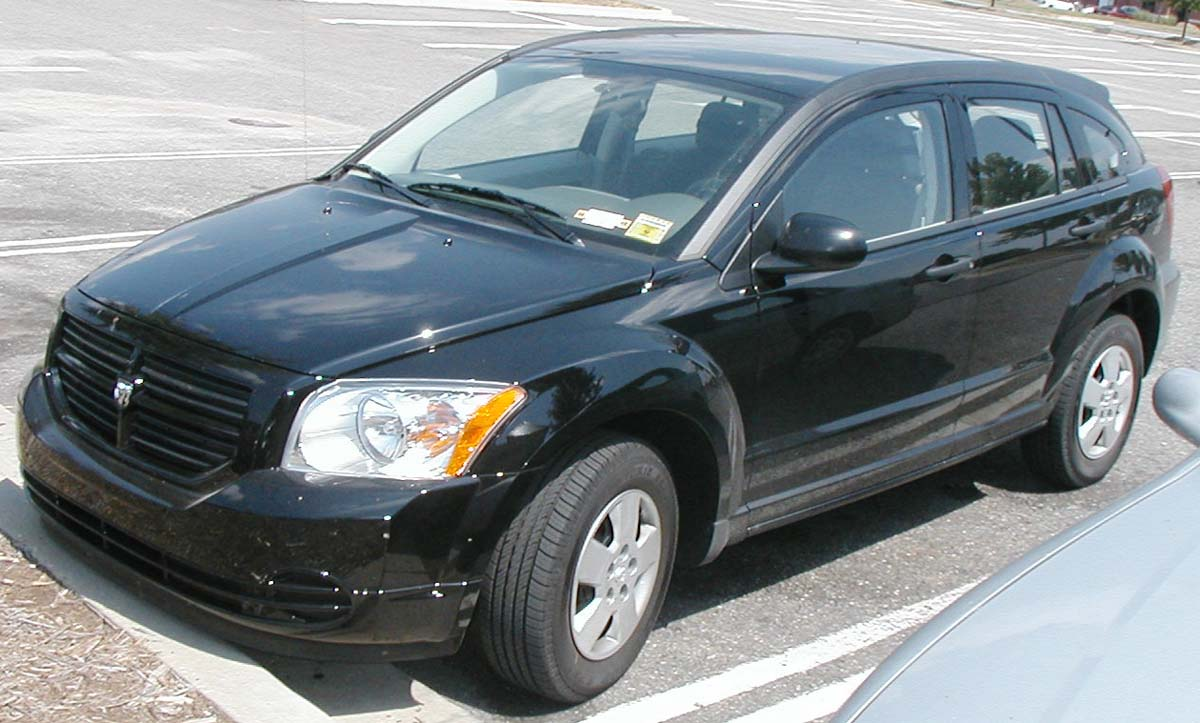
Dodge Caliber

De Dodge Caliber is een Amerikaanse middenklasser die werd ontwikkeld op Japanse basis. De Caliber is een van de eerste kleinere Amerikaanse auto's met een dieselmotor.
De Caliber is gebouwd op een Mitsubishi-onderstel; dit vormde de basis voor het ontwerp. De auto is verkrijgbaar met een door Volkswagen geleverde viercilinder diesel, ondanks de beschikking van Chrysler-Dodge over Mercedes-diesels, en drie benzinemotoren met dubbele variabele distributie die de naam World Engine dragen. Er zijn drie versnellingsbakken verkrijgbaar: een vijfbak of CVT (continu variabele transmissie) waarmee ook manueel geschakeld kan worden voor de benzines en een zesversnellingsbak voor de diesel. Op verschillende markten biedt Dodge een 4x4-versie van de Caliber aan.

## Versies
- 1.8 - 150 pk
- 2.0 CVT - 156 pk
- 2.4 RT - 170 pk
- 2.4 SRT-4 - 280 pk
- 2.0 CRD - 140 pk
- 2.1 CRD - 163 pk